# Pierre de Chelles
Pour les articles homonymes, voir Chelles (homonymie).

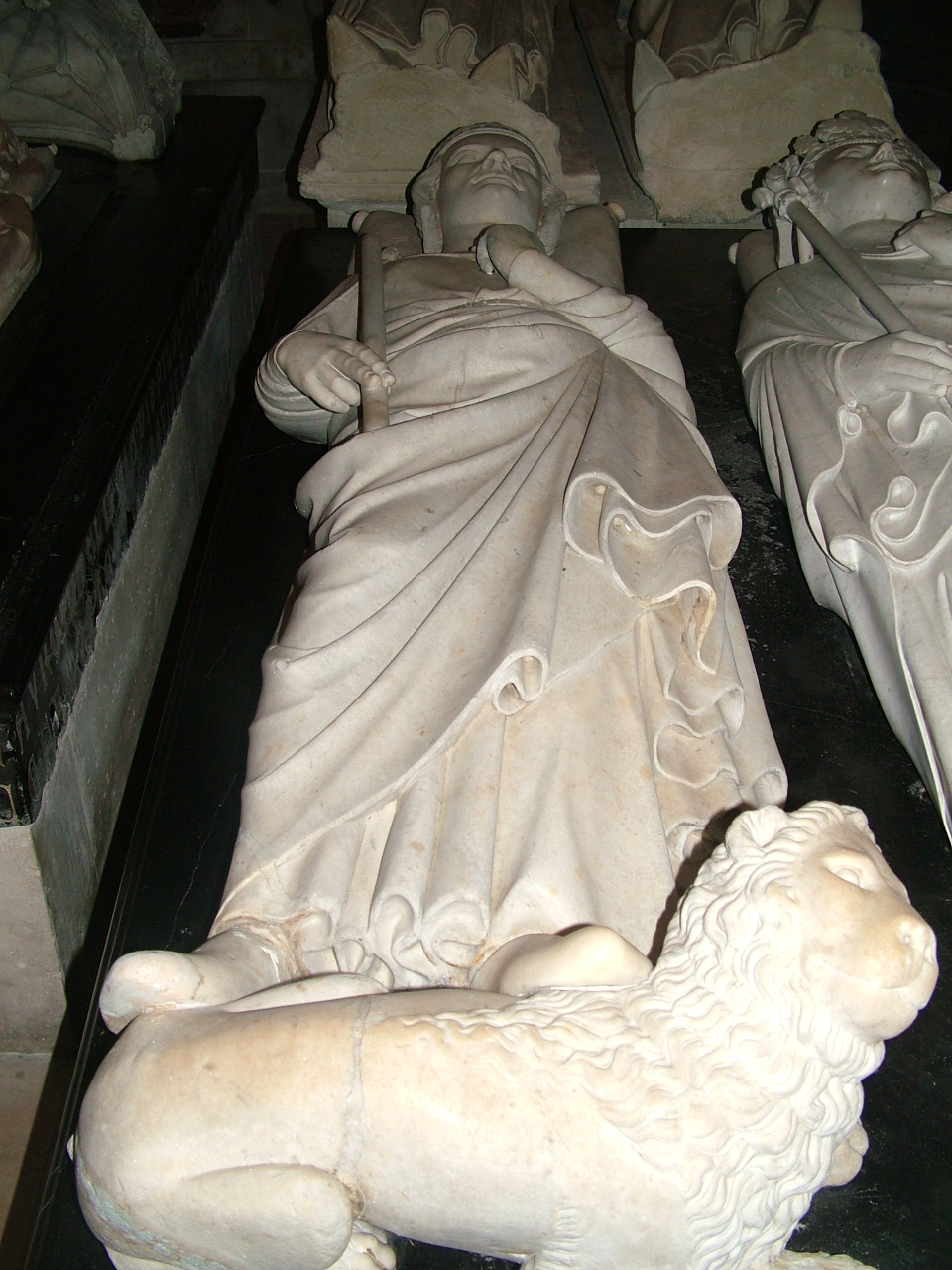
Gisant de Philippe III à Saint-Denis

Pierre de Chelles est un architecte français de la fin du XIIIe siècle et du début du XIVe siècle. 

## Biographie
Il est l'un des architectes de la cathédrale Notre-Dame de Paris. On lui doit la clôture du chœur commencée en 1296, les grands arcs-boutants au-dessus de l'abside, et la construction du jubé. Il est en outre sculpteur.
Il est indissociable de son parent Jehan de Chelles, qui est son père ou son oncle.

## Œuvre
- Pierre de Chelles est également l'auteur du gisant[1] de Philippe III de France (1245-1285). Toutefois, la sculpture du gisant est réalisée par Jean d'Arras.